# Трижды отсечённый ромбоикосододекаэдр
Три́жды отсечённый ромбоикосододека́эдр — один из многогранников Джонсона (J83, по Залгаллеру — М13).
Составлен из 32 граней: 5 правильных треугольников, 15 квадратов, 9 правильных пятиугольников и 3 правильных десятиугольников. Каждая десятиугольная грань окружена пятью пятиугольными и пятью квадратными; среди пятиугольных граней 6 окружены двумя десятиугольными и тремя квадратными, остальные 3 — десятиугольной и четырьмя квадратными; среди квадратных граней 3 окружены двумя десятиугольными и двумя пятиугольными, 9 — десятиугольной, двумя пятиугольными и треугольной, остальные 3 — двумя пятиугольными и двумя треугольными; каждая треугольная грань окружена тремя квадратными.
Имеет 75 рёбер одинаковой длины. 15 рёбер располагаются между десятиугольной и пятиугольной гранями, 15 рёбер — между десятиугольной и квадратной, 30 рёбер — между пятиугольной и квадратной, остальные 15 — между квадратной и треугольной.
У трижды отсечённого ромбоикосододекаэдра 45 вершин. В 30 вершинах сходятся десятиугольная, пятиугольная и квадратная грани; в 15 вершинах сходятся пятиугольная, две квадратных и треугольная грани.
Трижды отсечённый ромбоикосододекаэдр можно получить из ромбоикосододекаэдра, отсекши от того три пятискатных купола (J5). Вершины полученного многогранника — 45 из 60 вершин ромбоикосододекаэдра, рёбра — 75 из 120 рёбер ромбоикосододекаэдра; отсюда ясно, что у трижды отсечённого ромбоикосододекаэдра тоже существуют описанная и полувписанная сферы, причём они совпадают с описанной и полувписанной сферами исходного ромбоикосододекаэдра.

## Метрические характеристики
Если трижды отсечённый ромбоикосододекаэдр имеет ребро длины {\displaystyle a}, его площадь поверхности и объём выражаются как
{\displaystyle S={\frac {1}{4}}\left(60+5{\sqrt {3}}+\left(30+9{\sqrt {5}}\right){\sqrt {5+2{\sqrt {5}}}}\right)a^{2}\approx 55{,}7319866a^{2},}
{\displaystyle V={\frac {1}{6}}\left(105+46{\sqrt {5}}\right)a^{3}\approx 34{,}6431878a^{3}.}
Радиус описанной сферы (проходящей через все вершины многогранника) при этом будет равен
{\displaystyle R={\frac {1}{2}}{\sqrt {11+4{\sqrt {5}}}}\;a\approx 2{,}2329505a;}
радиус полувписанной сферы (касающейся всех рёбер в их серединах) —
{\displaystyle \rho ={\frac {1}{2}}{\sqrt {10+4{\sqrt {5}}}}\;a\approx 2{,}1762509a.}